# Schloss Jetzendorf

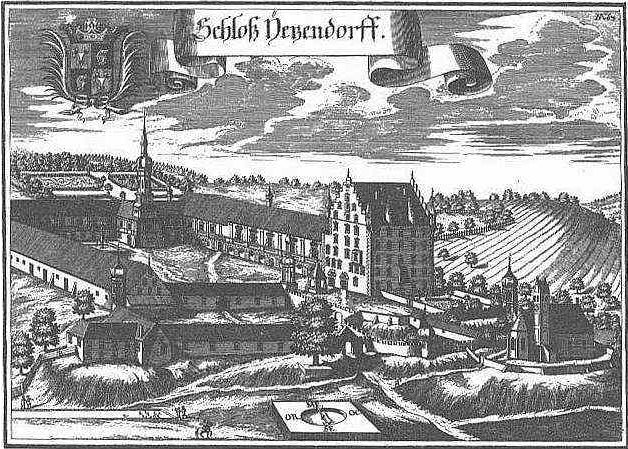
Schloss Jetzendorf nach einem Kupferstich von Michael Wening (um 1720)

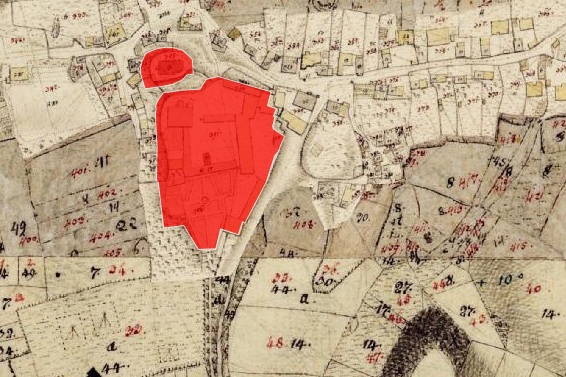
Lageplan von Schloss Jetzendorf auf dem Urkataster von Bayern

Das Schloss Jetzendorf steht im Ortskern des oberbayerischen Dorfes Jetzendorf im Landkreis Pfaffenhofen an der Ilm. Es war der Herrensitz der Hofmark Jetzendorf und ist ein typisches Hofmarkschloss mit zugehörigen Wirtschaftsgebäuden, die den Schlosshof umschließen. Die Anlage ist unter der Aktennummer D-1-86-132-4 als denkmalgeschütztes Baudenkmal von Jetzendorf verzeichnet. Ebenso wird sie als Bodendenkmal unter der Aktennummer D-1-7534-0193 im Bayernatlas als „mittelalterliche und frühneuzeitliche Befunde im Bereich des Schlosses von Jetzendorf“ geführt.

## Geschichte

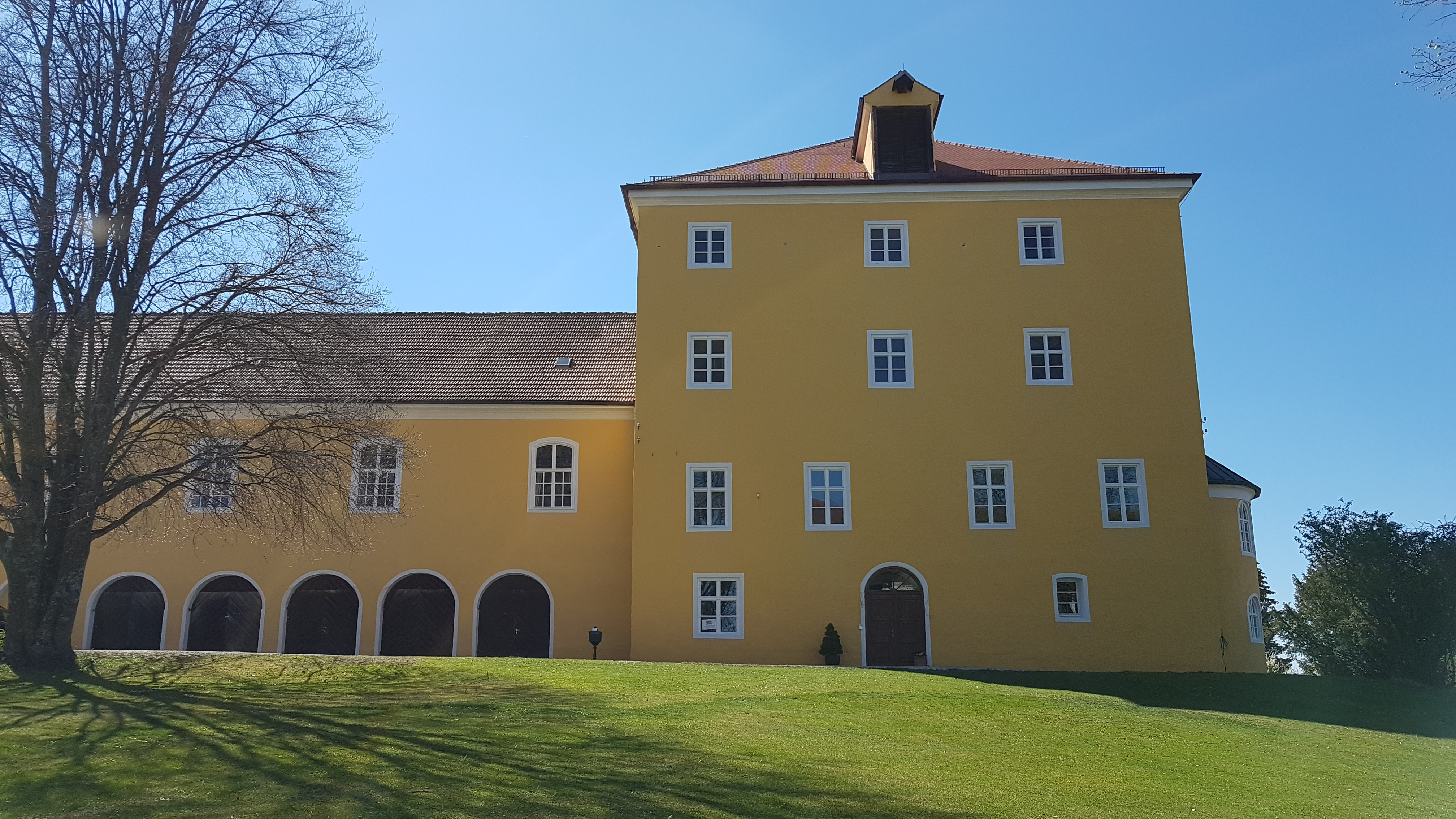
Schloss Jetzendorf (2019)

Jetzendorf wird erstmals 893 erwähnt, als Graf Jezo hier Besitztümer tauscht. 
Im Mittelalter war Jetzendorf eine Hofmark mit häufiger wechselnden Herren, mit der auch der Nachbarort Volkersdorf von 1345 bis 1848 verbunden war.  Die Familie Zillenhart besaß die Hofmark von 1520 bis 1572. Das Epitaph des Seyfried von Zillnhart (gestorben 1572) hat sich in der Pfarrkirche erhalten. Weitere Besitzer waren die Familie von Kamer, die Grafen von Rechberg, die Freiherrn von Stromer und die Graf von Lösch.
Seit 1812 gehört Schloss Jetzendorf den Freiherren von Freyberg-Eisenberg und wird noch heute von der Familie bewohnt. Bekanntester Eigentümer aus dieser Familie war Karl von Freyberg (1866–1940), der 1919 bis 1920 bayerischer Landwirtschaftsminister war.
2011, 2012, 2014 und 2015 war das Schloss Jetzendorf (in der Serie Schloss Randelstein) Drehort für die KIKA-Serie Fluch des Falken.

## Baubeschreibung

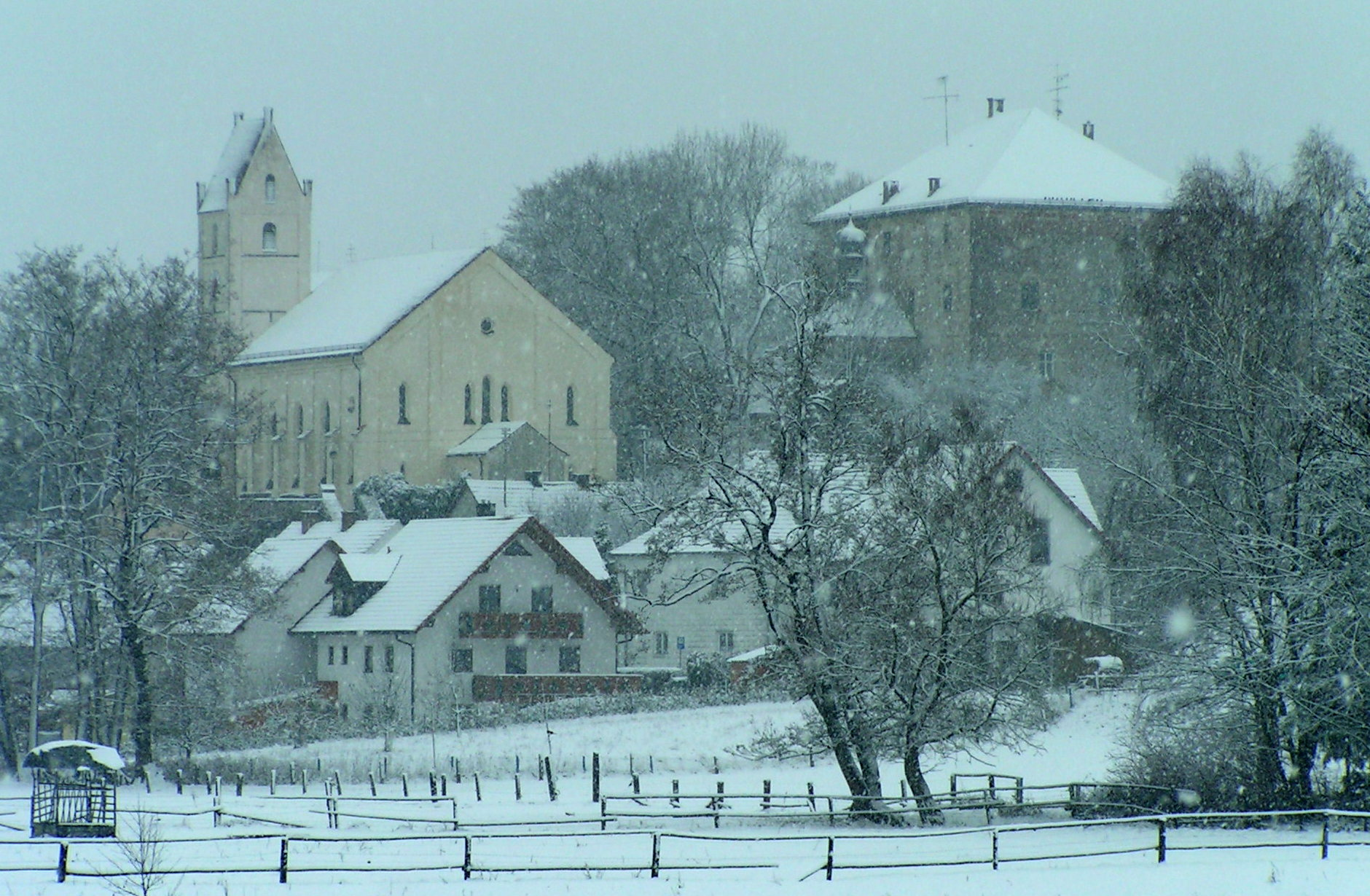
Schloss und Kirche von Jetzendorf

Schloss Jetzendorf wurde im 12./13. Jahrhundert begonnen. Die ältesten noch erhaltenen Teile stammen aus der Spätgotik.
Seine heutigen Ausmaße erhielt das Schloss in den 1610er-Jahren. Durch den Anbau eines West- und Südflügels entstand die heutige Dreiflügelanlage. Das obere Geschoss und der Giebel des älteren, so genannten Hochschlosses mussten 1840 wegen Wurmbefalls abgetragen werden.
Zu den Nebengebäuden gehören ein Bräumeisterhaus, ein Pferdestall und der Schlossstadel. Das ehemalige Bräuhaus war bis 1971 in Betrieb.